# L'Oncle Buck
Pour plus de détails, voir Fiche technique et Distribution.
L'Oncle Buck (ou Oncle Buck au Québec ; Uncle Buck) est un film américain réalisé par John Hughes, sorti en salles en 1989. Il n'est jamais sorti en salles en France, mais directement en vidéo.

## Synopsis
Bob et Cindy Russell viennent d'emménager à Chicago avec leurs trois enfants : Tia, 15 ans, Miles, 8 ans et Maizy, 6 ans. Une nuit, Cindy apprend que son père, resté à Indianapolis, a été victime d'une crise cardiaque. Ils décident de se rendre aussitôt à son chevet, mais il leur faut d'abord trouver quelqu'un pour garder les enfants. En désespoir de cause, ils font appel à l'oncle Buck, le frère de Bob en qui Cindy n'a pas du tout confiance. En effet, Buck est un chômeur paresseux vivant dans un appartement, qui boit, fume, joue aux courses et conduit une Mercury Grand Marquis. Le séjour de ce dernier ne va pas être de tout repos...

## Fiche technique
- Titre original : Uncle Buck
- Titre français : L'Oncle Buck
- Titre québécois : Oncle Buck
- Réalisation et scénario : John Hughes
- Montage : Lou Lombardo, Tony Lombardo et Peck Prior
- Musique : Ira Newborn
- Directeur de la photographie : Ralf D. Bode
- Distribution des rôles : Risa Bramon Garcia et Billy Hopkins
- Création des décors : John W. Corso et Doug Kraner
- Décorateur de plateau : Daniel Loren May
- Création des costumes : Marilyn Vance
- Producteurs : John Hughes et Tom Jacobson
- Producteurs associés : William H. Brown et Ramey E. Ward
- Sociétés de production : Universal Pictures et Hughes Entertainment
- Société de distribution : Universal Pictures
- Budget : 15 000 000 dollars
- Format : Couleur - 35 mm - 1.85:1 - Son Dolby
- Langue originale : anglais
- Pays de production :  États-Unis
- Genre : comédie
- Date de sortie en salles[1] : 
  - États-Unis : 16 août 1989
  - France : 21 septembre 1992 (VHS)
  - France : 12 janvier 2001 (DVD[2], réédité le 18 novembre 2003 [3] et le 8 novembre 2007[4])

## Distribution
- John Candy (VF : Emmanuel Jacomy) : Buck Russell
- Jean Louisa Kelly (VF : Séverine Morisot) : Tia Russell
- Gaby Hoffmann (VF : Sylvie Jacob) : Maizy Russell
- Macaulay Culkin (VF : Raphael Delfe) : Miles Russell
- Amy Madigan (VF : Béatrice Delfe) : Chanice Kobolowski
- Elaine Bromka (VF : Martine Messager) : Cindy Russell
- Garrett M. Brown (VF : Guy Chapellier) : Bob Russell
- Laurie Metcalf (VF : Évelyn Séléna) : Marcie Dahlgren-Frost
- Jay Underwood (VF : Julien Kramer) : Bug
- Brian Tarantina (VF : Marc Alfos) : E. Roger Coswell
- Mike Starr (VF : Georges Berthomieu) : Pooter le clown
- Suzanne Shepherd (en) (VF : Jacqueline Porel) : Mme Hogarth
- Dennis Cockrum  (VF : Marc de Georgi)  : Pal
- Anna Chlumsky : Une écolière dans la classe de Maizy

Source pour le doublage francophone : Voxofilm

## Production
John Goodman, Robin Williams, Steve Martin, Joe Pesci, George Wendt, John Travolta, Tom Hanks, Jack Nicholson ou encore Danny DeVito ont été envisagés pour le rôle de Buck. Le rôle revient finalement à John Candy, qui est déjà apparu dans plusieurs films du réalisateur John Hughes. Par ailleurs, ce dernier voulait Winona Ryder pour incarner Tia, séduit par sa prestation dans Beetlejuice (1988) mais elle est déjà engagée sur Fatal Games (1989).
Le tournage débute en janvier 1989 à Chicago. Il a ensuite lieu principalement dans l'ancienne école New Trier High School (en) de Northfield, reconvertie en studio de cinéma. Le reste du tournage se déroule dans d'autres villes de l'Illinois : Cicero, Skokie, Northbrook, Wilmette, Winnetka, Glencoe et Riverwoods. Bien que la plupart des films de John Hughes soient tournés dans cet Etat, le tournage devait initialement se dérouler à Saint-Louis dans le Missouri.

## Accueil
Le film obtient des critiques partagées. Sur l'agrégateur américain Rotten Tomatoes, il obtient 61 % de critiques favorables, sur la base de 23 commentaires collectés et une note moyenne de 5,9⁄10. Sur Metacritic, il obtient une note moyenne de 51⁄100 pour 12 critiques.
Aux États-Unis, le film a rencontré un succès commercial en se classant premier du box-office pendant quatre semaines, engrangeant 41 659 603 dollars, pour finir son exploitation en salles avec 66 758 538 dollars de recettes sur le territoire américain, se classant dix-huitième des meilleures recettes au box-office américain de l'année 1989.
Le film a rapporté 79,2 millions de dollars de recettes dans le monde, se classant vingtième des meilleures recettes au box-office mondial en 1989.

## Adaptations
Le film a donné naissance à deux séries télévisées. La première, diffusée en 1990, ne dura qu'une saison. Dans la série, les parents meurent et l'oncle Buck (interprété par Kevin Meaney) est chargé d'élever les enfants.
Une seconde série, Uncle Buck, est diffusée en 2016. Le rôle de Buck est repris par Mike Epps. Par ailleurs, un remake en langue malayalam, Uncle Bun (en), sort en 1991.

## Commentaire
Lors de la scène où Miles (Macaulay Culkin) parle avec Chanice à travers la fente de la boîte à lettres, le jeune Miles effrayé croit voir 3 inconnus de l'autre côté de la porte. Cette scène furtive inspira au réalisateur John Hughes le scénario du film Maman, j'ai raté l'avion ! qui sortit l'année suivante et rendit célèbre Macaulay Culkin et dans lequel figure également John Candy.